# Eulogio Sandoval
Eulogio Sandoval (14 luglio 1922 – ...) è stato un calciatore boliviano, di ruolo centrocampista.

## Carriera
Prese parte con la nazionale bolivia ai Mondiali del 1950.